# قلعة غارديكي
قلعة غارديكي هي قلعة بيزنطية بُنيت في القرن الثالث عشر على الساحل الجنوبي الغربي من جزيرة كورفو وهي القلعة الوحيدة الباقية من العصور الوسطى في الجزء الجنوبي من الجزيرة. بناها حاكم ديسبوتية إبيروس، وكانت واحدةً من ثلاث قلاع دافعت عن الجزيرة قبل الحقبة البندقية (1401-1797). كونت القلاع الثلاث مثلثًا دفاعيًا، إذ دافعت غارديكي عن جنوب الجزيرة، ودافعت قلعة كاسيوبي عن الشمال الشرقي وأنجيلوكاسترو عن الشمال الغربي.

## الأصل والموقع
يعود تاريخ القلعة إلى القرن الثالث عشر وهي تقع على تلة منخفضة بالقرب من قرية أييوس ماتهيوس التي تقع على ارتفاع عالٍ. لا يُعرف الحاكم المسؤول عن تأسيس القلعة، ولكن من المتوقع أنها بُنيت عن طريق مايكل الأول كومينوس أو ابنه مايكل الثاني كومينوس، حكام ديسبوتية إبيروس. تقع بحيرة كوريسيا مباشرةً إلى الجنوب من القلعة، يفصل البحيرة عن البحر شريط رفيع من اليابسة.
وُجدت آثار من العصر الحجري القديم العلوي يرجع تاريخها إلى 20000 سنة قبل الميلاد، عندما كانت كورفو ملتحمة مع البر الرئيسي لمنطقة إبيروس، وُجدت تلك الآثار في موقع القلعة في ملجأ جرافا جارديكيو الصخري، وشملت أدوات حجرية للصيد وجمع الثمار وعظام حيوانات، والتي أُخذت وعُرضت في متحف كورفو الأثري.
وفر موقع قلعة غارديكي على الجانب الجنوبي الغربي الضيق من جزيرة كورفو الحماية للحقول الجنوبية ومنخفضات كورفو بالمشاركة مع قلعة كاسيوبي على الساحل الشمالي الشرقي للجزيرة، وأنجيلوكاسترو البيزنطية التي تحمي الساحل الشمالي الغربي من كورفو، مكونين خطًا دفاعيًا مثلثًا حمى كورفو أثناء الحقبة قبل البندقية.

## العمارة

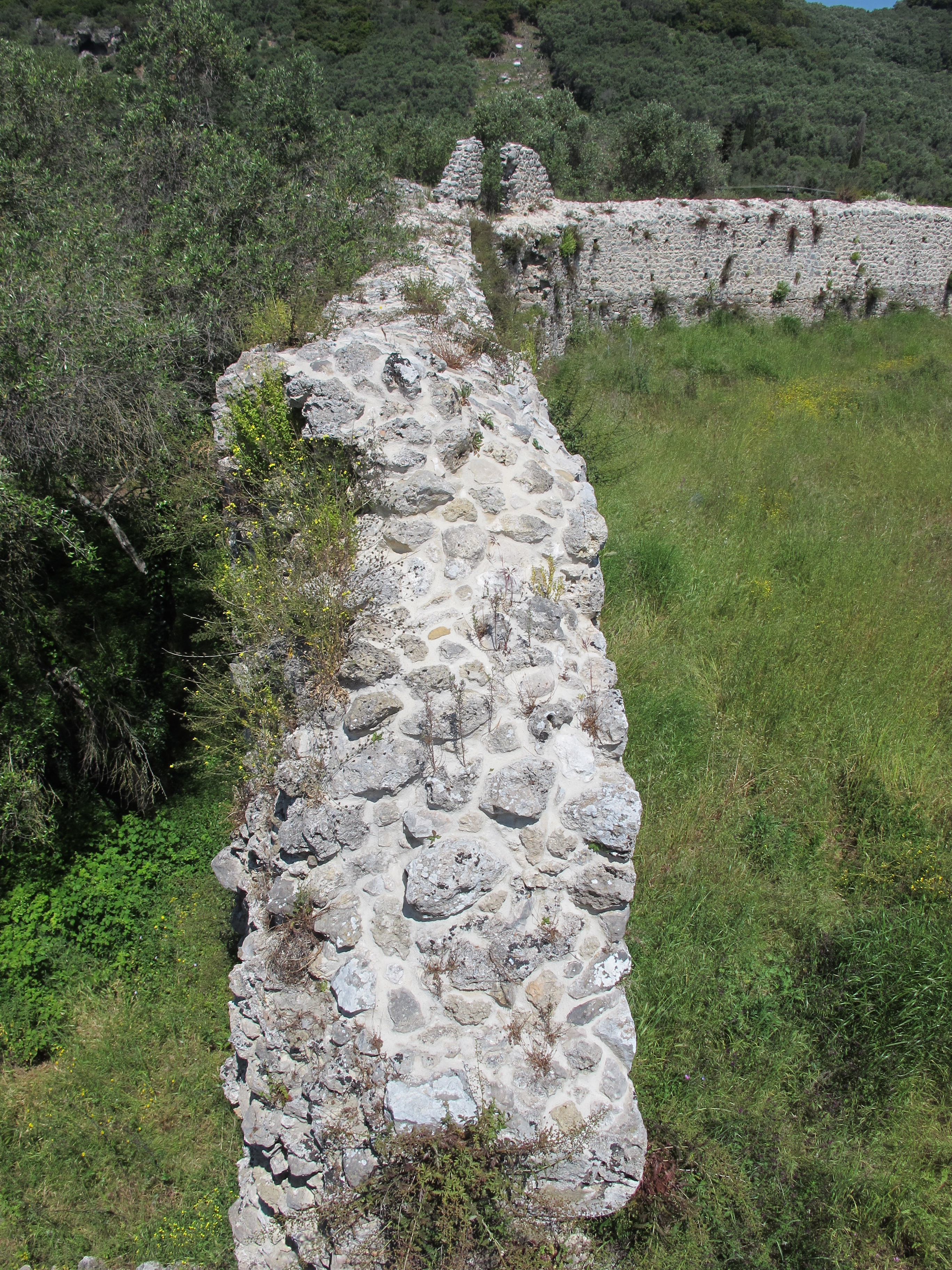
جزء من جدار قلعة غارديكي

تُكون جدران قلعة غارديكي شكلًا ثمانيًا وتمثل البناية ثمانية أبراج مهيبة مزينة بصفوف من البلاط. هناك عناصر من البناية القديمة أُدمجت في إنشاء القلعة. ربما كانت البناية القديمة نافورة لمنزل.
تأتي الأبراج الثمانية في شكل مربع كما يأتي شكل البناية الثمانية شبه بيضاوي. في قمة البرج الجنوبي هناك آثار لكنيسة مع بقايا صور جصية دينية لقديسين. على الرغم من حالتهم التالفة، لا تزل الأبراج محتفظةً بارتفاعها الكامل. حوفظ على مدخل القلعة ولكن الجزء الداخلي بقي في حالة من الدمار.
اعتُبرت قلعة غارديكي واحدة من أعظم البقايا المعمارية في الجزر الأيونية، بالإضافة إلى أنجيلوكاسترو وقلعة كاسيوبي والقلعتين البندقيتين في مدينة كورفو والقلعة والحصن الجديد.

## معرض صور

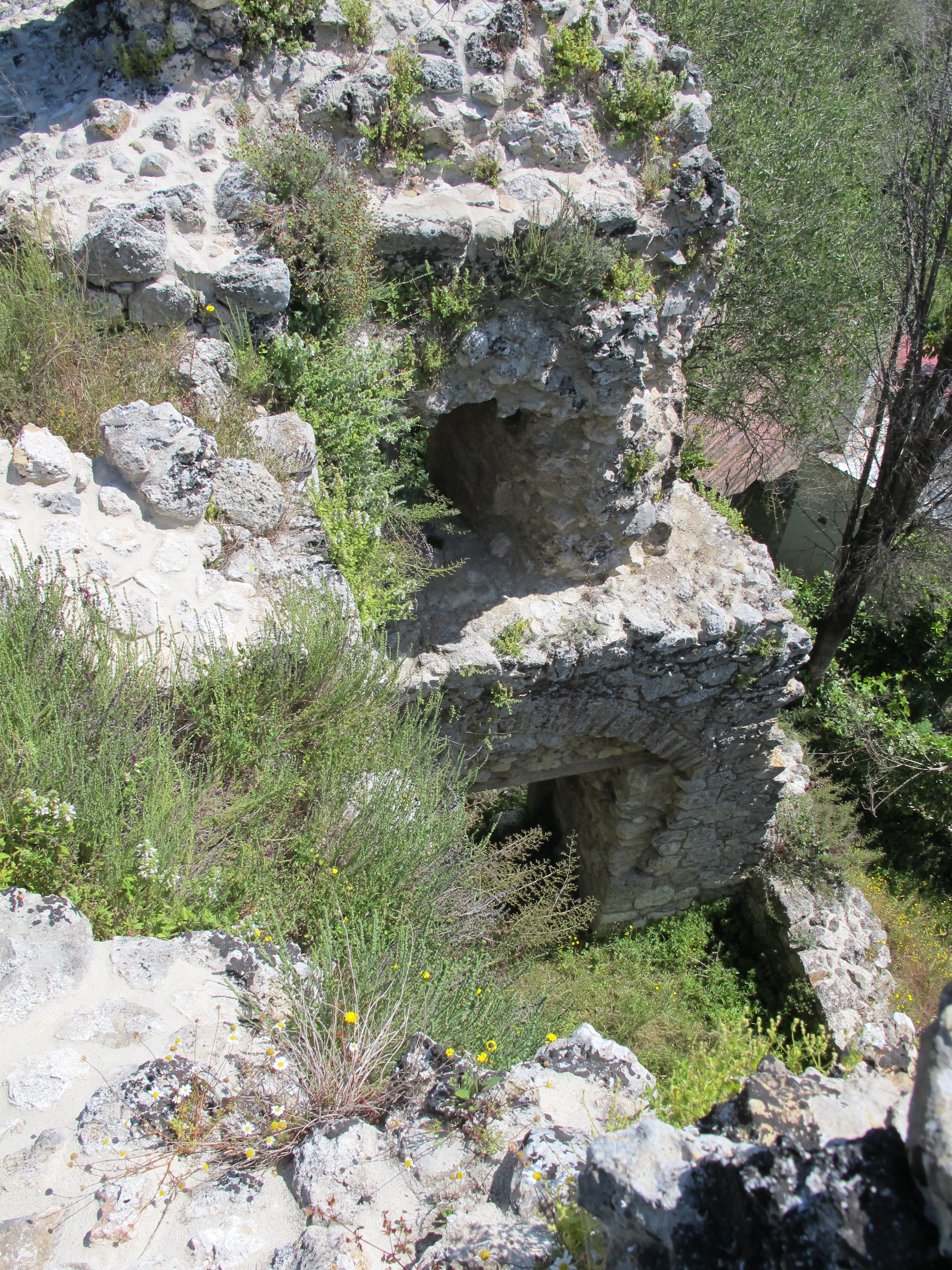
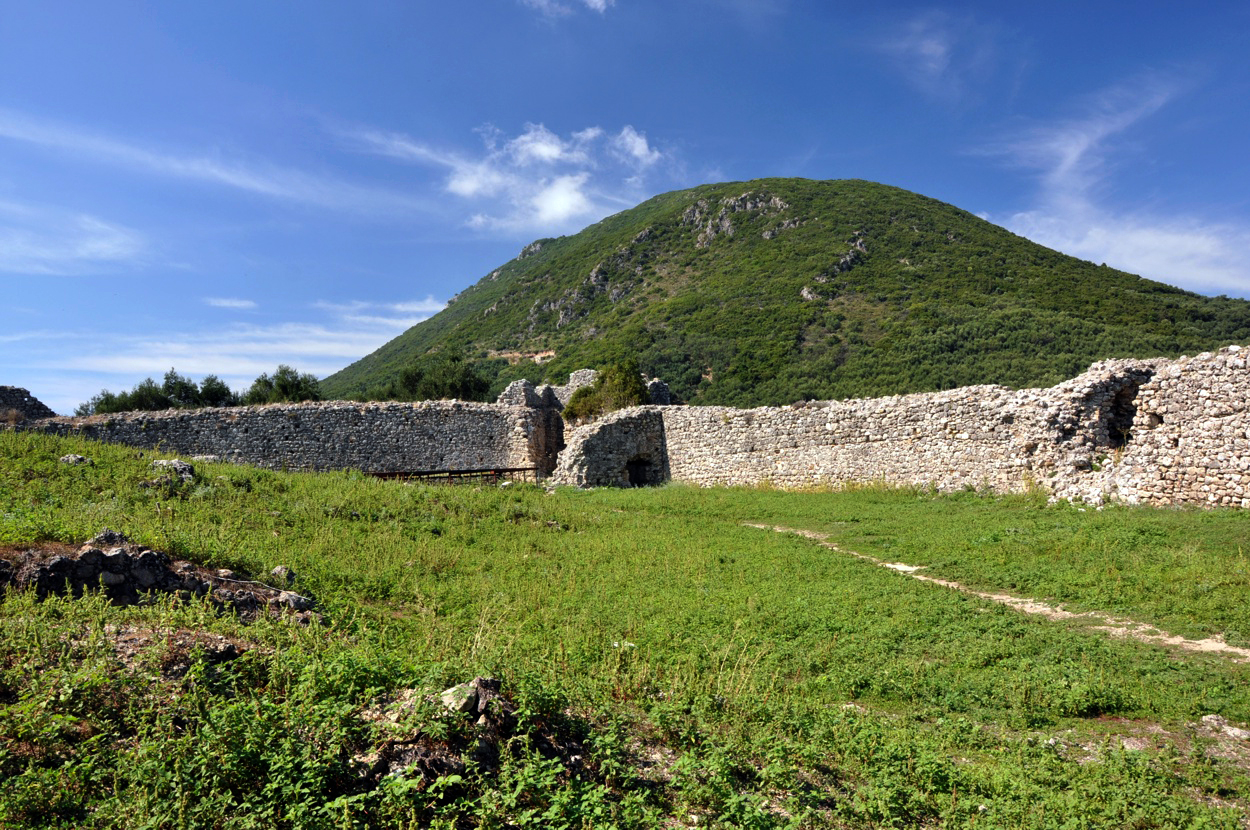
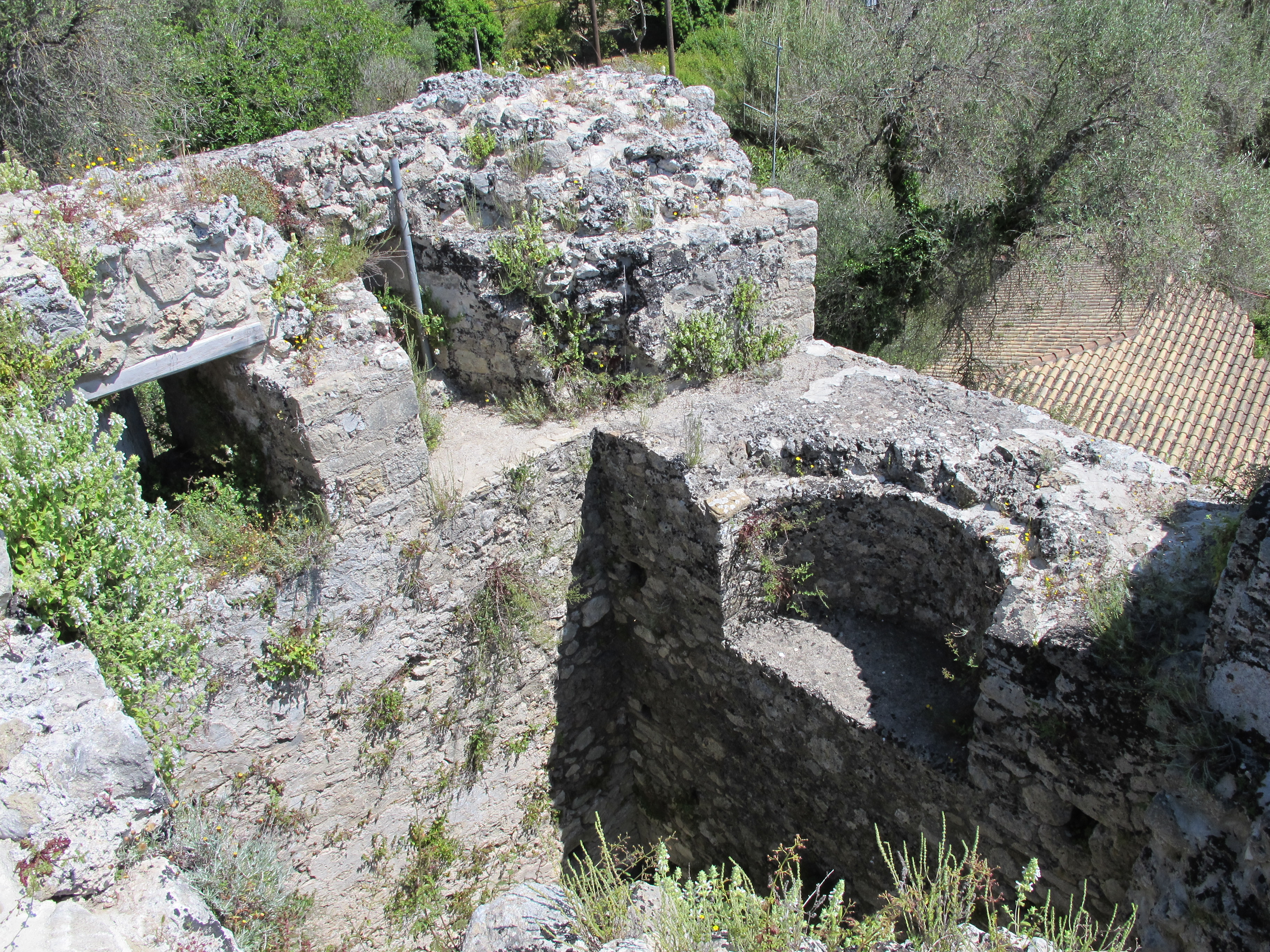